# Gmina Lincoln (hrabstwo Buena Vista)

Położenie Gminy Lincoln w hrabstwie Buena Vista

Gmina Lincoln (ang. Lincoln Township) – gmina w USA, w stanie Iowa, w hrabstwie Buena Vista. Według danych z 2000 roku gmina miała 183 mieszkańców.